# 吳文瑄
吳文瑄（2002年6月29日—），台灣童星。拍攝過數部戲劇與音樂MV，曾於超視節目《小宇宙33號》擔任固定班底、參賽過三立節目《超級接班人2》、擔任過公視節目《少年ㄟ哩來～》的助理主持，並於北京衛視第一屆《音樂大師課》參與演出，為曹格班的學員之一。

## 早年生活
吳文瑄的父親為美國人，母親為台灣人，具有英國、瑞典、德國和台灣血統。妹妹吳若瑄亦為廣告童星。
他喜愛唱歌、跳舞和彈吉他。

## 戲劇節目演出
| 年份   | 電視頻道   | 戲劇名稱           | 飾演角色     | 登場集數        |
| ------ | ---------- | ------------------ | ------------ | --------------- |
| 2011年 | 台視       | 《我的完美男人》   | 大星         | 第2、3、4、13集 |
| 2011年 | 中視       | 《美樂。加油》     | 小以烈       | 第2集           |
| 2011年 | 台視       | 《前男友》         | 戴亦翔(少年) | 第5、8集        |
| 2014年 | 中視、中天 | 《勇敢說出我愛你》 | 小沛然       | 第15集          |
| 2016年 | 中視       | 《皇恩浩蕩》       | 小宋瑾       | 第 集           |

## 電視節目演出

### 北京衛視音樂大師課演出
於2015年參加北京衛視節目《音樂大師課》，為馬來西亞歌手曹格的學員之一。
| 播出日期      | 集數      | 表演曲目                                                                                   | 備註                         |
| ------------- | --------- | ------------------------------------------------------------------------------------------ | ---------------------------- |
| 2015年3月15日 | 試播第2期 | 開場學員大合唱: 《讓我們蕩起雙槳》 入學考試:王力宏《十二生肖》 正式表演:王夢麟《雨中即景》 | 於北京電視台卡酷少兒頻道試播 |
| 2015年4月4日  | 第3期     | 《月亮代表我的心》                                                                         |                              |
| 2015年4月18日 | 第5期     | Audrey Hepburn《Moon River》                                                               |                              |
| 2015年5月2日  | 第7期     | 潘安邦《外婆的澎湖灣》                                                                     |                              |
| 2015年5月8日  | 第8期     | 北京奧運主題曲《我和你》                                                                   |                              |
| 2015年5月15日 | 第9期     | 王夢麟《雨中即景》                                                                         |                              |
| 2015年5月22日 | 第10期    | 《可愛的家》                                                                               |                              |
| 2015年5月29日 | 第11期    | 《月亮代表我的心》                                                                         | 表彰會                       |
| 2015年6月6日  | 第12期    | 學員合唱:《明天會更好》 張雨生《大海》                                                     | 畢業典禮                     |

### 公視少年ㄟ哩來演出
於2015年參加公視節目少年ㄟ哩來演出擔任助理主持。
| HD台播出日期  | SD台播出日期  | 集數   | 主題       | 備註 |
| ------------- | ------------- | ------ | ---------- | ---- |
| 2015年3月17日 | 2015年3月25日 | 第3集  | 野台歌仔戲 |      |
| 2015年3月20日 | 2015年4月16日 | 第10集 | 創意手工皂 |      |
| 2015年3月23日 | 2015年4月22日 | 第11集 | 來去雙連埤 |      |
| 2015年3月23日 | 2015年4月23日 | 第12集 | 你來煮煮看 |      |
| 2015年3月27日 | 2015年5月20日 | 第19集 | 染出自然色 |      |
| 2015年3月30日 | 2015年5月27日 | 第21集 | 寫一手情歌 |      |

### 其他節目演出
| 播出日期                      | 電視頻道     | 節目名稱         | 節目主題                         | 備註                                                                      |
| ----------------------------- | ------------ | ---------------- | -------------------------------- | ------------------------------------------------------------------------- |
| 2009年                        | YoYo TV      | 歡樂大合戰       |                                  |                                                                           |
| 2010年2月8日                  | YoYo TV      | 超級總動員       |                                  | 與爸爸一同演出                                                            |
| 2010年5月23日                 | 台視         | 鑽石夜總會       | 可愛神童PK賽                     | 與妹妹吳若瑄一同演出                                                      |
| 2010年5月24日                 | TVBS         | 得獎的事         | 尖叫不已的天使寶貝               | 與妹妹吳若瑄一同演出                                                      |
| 2010年6月8日                  | 中天         | 今晚哪裡有問題   | 混血家庭哪裡不一樣!?             | 與媽媽一同演出                                                            |
| 2010年6月15日                 | 緯來         | 小孩很忙         |                                  | 與媽媽一同演出                                                            |
| 2010年7月7日                  | 三立         | 型男大主廚       |                                  | 與媽媽一同演出                                                            |
| 2010年7月27日                 | 衛視中文台   | 麻辣天后宮       | 我是武功蓋世的厲害小童!          | 與妹妹吳若瑄一同演出                                                      |
| 2010年10月2日                 | 華視         | 綜藝大國民       |                                  |                                                                           |
| 2010年10月30日                | 華視         | 綜藝大國民       |                                  | 與妹妹吳若瑄一同演出                                                      |
| 2010年12月6日                 | 緯來         | 小孩很忙         |                                  |                                                                           |
| 2010年12月18日                | 民視         | 超級童盟會       |                                  |                                                                           |
| 2010年12月18日                | 華視         | 綜藝大國民       |                                  |                                                                           |
| 2010年12月28日                | 緯來         | 小孩很忙         |                                  |                                                                           |
| 2011年2月4日                  | 緯來         | 小孩很忙         | 寶貝說故事                       | 飾演 年獸 祟                                                              |
| 2012年11月12日                | 安徽衛視     | 勢不可擋         |                                  | 演唱 Justin Bieber 《Baby》 未晉級                                        |
| 2013年4月1日 至 2013年9月20日 | 超視         | 小宇宙33號       |                                  | 擔任固定班底                                                              |
| 2013年5月8日                  | 東南衛視     | 老爸向前衝       |                                  | 與爸爸一同演出 獲得優勝                                                   |
| 2013年5月10日                 | 浙江兒少頻道 | 你猜誰會贏       |                                  | 與妹妹吳若瑄一同演出 使用網路連線參與節目                                 |
| 2013年5月11日                 | 非凡新聞     | 輕旅行           | 跟著寶貝輕旅行                   | 與妹妹吳若瑄一同演出                                                      |
| 2013年7月5日                  | 中天         | 康熙來了         | 我小孩也想跟他們一樣厲害         | 與妹妹吳若瑄、媽媽一同演出                                                |
| 2013年7月10日                 | 年代         | 今晚誰當家       | 史上最可愛 明星寶貝配對交友      | 與妹妹吳若瑄一同演出                                                      |
| 2013年9月21日                 | 台視、三立   | 超級接班人       | 史上最可愛 明星寶貝配對交友      | 擔任POP Corn 舞者                                                         |
| 2013年10月28日                | 三立         | 綜藝大熱門       | 長江後浪推前浪! 小孩比大人還會唱 |                                                                           |
| 2013年11月11日                | 超視         | 金頭腦           |                                  |                                                                           |
| 2013年11月9日                 | 台視、三立   | 超級接班人2      | 新生報到!! 殊死P.K戰             | PK 蔡弘燁 (勝) 表演 Mindless Behavior 《Hello》                           |
| 2013年12月7日                 | 台視、三立   | 超級接班人2      | 學長姐帶隊P.K戰                  | 隊伍:佑庭隊(20分) 表演 周湯豪《麻吉麻吉》 + Maroon 5《Moves Like Jagger》 |
| 2013年12月14日                | 台視、三立   | 超級接班人2      | 超越學長姐挑戰賽                 | 隊伍:佑庭隊(24分) 表演 大嘴巴《沒禮貌》                                   |
| 2013年12月21日                | 台視、三立   | 超級接班人2      | 讓觀眾記住我挑戰賽!!             | 隊伍:活力派(26分) 表演 元衛覺醒《Dream》                                  |
| 2013年12月28日                | 台視、三立   | 超級接班人2      | 前所未見！全新風格團 !!          | 隊伍:Fire Pop (18分) 表演 鄧麗君《甜蜜蜜》 + Justin Bieber《Baby》        |
| 2014年1月4日                  | 台視、三立   | 超級接班人2      | 2013年度金曲挑戰賽!!             | 隊伍:Fire Pop (19分) 表演 陶晶瑩《真的假的》 + 周杰倫《公公偏頭痛》       |
| 2014年1月11日                 | 台視、三立   | 超級接班人2      | 高難度!!指定道具挑戰賽!!         | 隊伍:萌孩兒 (16分) 表演 楊丞琳《慶祝》                                    |
| 2014年1月18日                 | 台視、三立   | 超級接班人2      | 環遊世界挑戰賽!!                 | 隊伍:萌孩兒 (17分) 表演 徐懷鈺《5678Going》                               |
| 2014年3月9日                  | YoYo TV      | 超級總動員       |                                  | 與爸爸、妹妹吳若瑄一同演出                                                |
| 2014年5月2日                  | 浙江衛視     | 中國夢想秀       |                                  | 與爸爸、妹妹吳若瑄一同演出                                                |
| 2015年2月23日                 | 壹電視       | 花漾主播得意洋洋 |                                  | 與妹妹吳若瑄、姨嬤一同演出 新年特別節目                                   |
| 2016年2月7日                  | 北京衛視     | 2016年春晚       |                                  | 與曹格和其班級學員合唱                                                    |

## 廣播節目演出
| 播出日期      | 電台名稱     | 節目名稱   | 備註                 |
| ------------- | ------------ | ---------- | -------------------- |
| 2013年7月21日 | 環宇廣播電台 | 童話夢想家 | 與妹妹吳若瑄一同演出 |

## 音樂MV演出
| 發行年份 | 專輯演出者 | 歌曲                  | 備註 |
| -------- | ---------- | --------------------- | ---- |
| 2010年   | 楊丞琳     | 《匿名的好友》        |      |
| 2011年   | 周杰倫     | 《天地一鬥》          |      |
| 2013年   | 蔣卓嘉     | 《潛意識沉默》        |      |
| 2015年   | 曹格       | 《Life is Beautiful》 |      |

## 廣告、平面、代言
- 康是美【醫美大賞】網路廣告
- 半島花園房地產介紹片
- 機器人K1 網路影片
- 迪士尼廣告
- Sony NEX C3 Camera平面及電視廣告
- 麥當勞玩具篇廣告
- Acer Aspire Laptop平面及電視廣告
- mamatomo 服裝型錄
- Fido Dido 服裝型錄、代言 (2009-2015)
- Adidas Kids 服裝型錄和平面廣告
- Cherokee Fashion Cookie服裝型錄
- KiziPad 平面廣告
- 克勞蒂杯子蛋糕平面廣告
- 親子天下 雜誌拍攝
- KIDS Magazine 雜誌拍攝

## 活動表演
- 忠義基金會2015「伴學有你，幸福上學去」助學小天使
- 櫻花廚具記者會-烏克麗麗表演

## 相關連結
- Owen and Ella 粉絲團的Facebook專頁
- Owen吳文瑄的Facebook專頁
- 吳文瑄Owen的新浪微博